# Проєкт убивства
Проєкт вбивства (англ. A Blueprint for Murder) — американський фільм нуар режисера Ендрю Л. Стоуна 1953 року.

## Сюжет
Дві сироти, Поллі і Дуг, живуть зі своєю мачухою Лінн. Одного разу Поллі без видимих причин непритомніє і вмирає, схоже, від тих же симптомів, що і батько дітей. Незабаром в будинок приїздить дядько дітей Вітні Саржент, якому повідомляють, що причиною смерті дівчинки могло бути отруєння стрихніном. Він дізнається, що виявити сліди отрути практично неможливо, через що отруйник завжди залишається безкарним. Так що може зробити дядько Вітні, щоби запобігти появі наступної жертви?

## У ролях
- Джозеф Коттен — Вітні «Кем» Кемерон
- Джин Пітерс — Лінн Кемерон
- Гері Мерріл — Фред Сарджент
- Катрін МакЛеод — Меггі Сарджент
- Джек Крушен — детектив лейтенант Гарольд Е. Коул
- Барні Філліпс — детектив капітан Прінгл
- Фредді Ріджвей — Дуг Кемерон